# El Paraje, Chiapas
El Paraje är en ort i Mexiko.   Den ligger i kommunen Tapachula och delstaten Chiapas, i den sydöstra delen av landet, 900 km sydost om huvudstaden Mexico City. El Paraje ligger 111 meter över havet och antalet invånare är 181.
Terrängen runt El Paraje är lite kuperad. Runt El Paraje är det ganska tätbefolkat, med 239 invånare per kvadratkilometer. Närmaste större samhälle är Tapachula, 4,3 km norr om El Paraje. Trakten runt El Paraje består till största delen av jordbruksmark.